# Pieve dei Santi Giovanni Battista e Felicita
La pieve dei Santi Giovanni Battista e Felicita è un edificio di culto situato a Villamagna, nel comune di Volterra, in provincia di Pisa, diocesi di Volterra.

## Descrizione
Ubicata a nord del centro abitato, benché segnata da ripetute modifiche e ristrutturazioni, conserva tracce dell'antica costruzione in alcune parti del paramento murario.
Nel corso del XVIII secolo l'interno fu ristrutturato con la realizzazione di altari in gesso: sempre al suo interno si possono ammirare un Crocifisso ligneo, un organo portatile a mantice e una bella tela con la Madonna del Rosario, opera di Cosimo Daddi.

## Opere già in loco

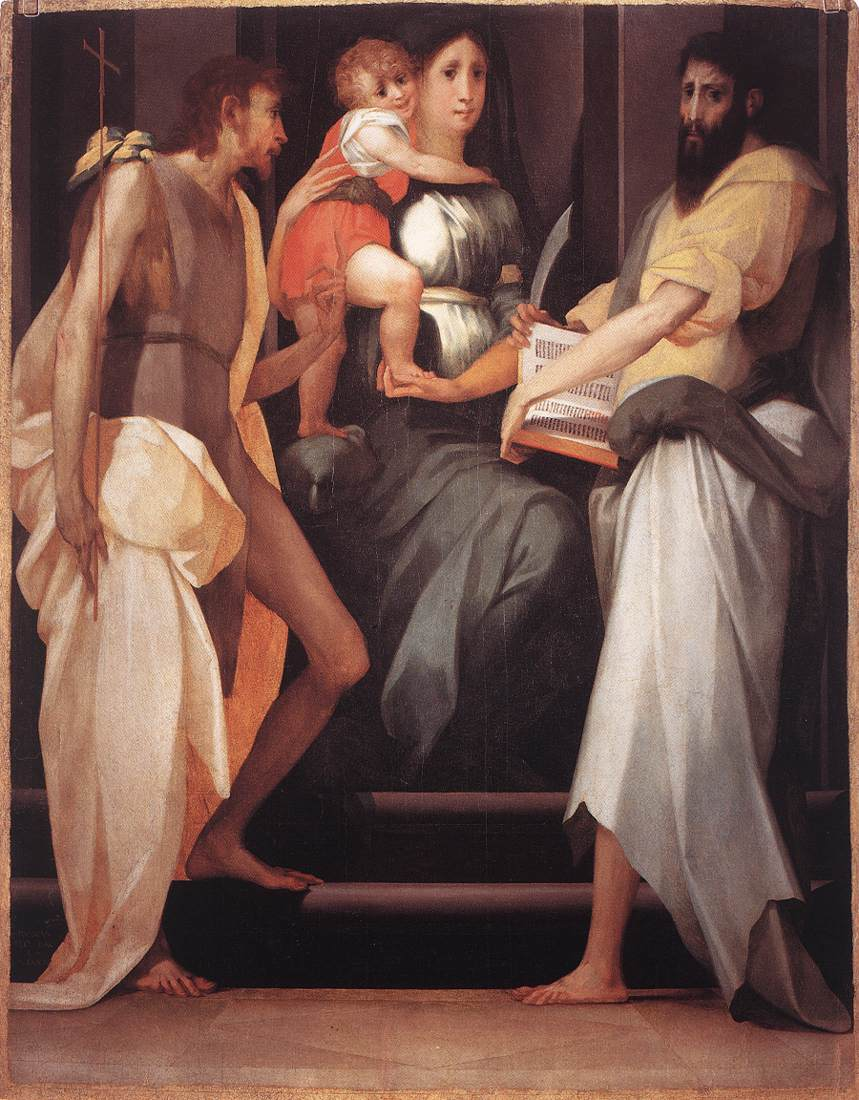
Rosso Fiorentino, Pala di Villamagna, Volterra, Museo diocesano di arte sacra, 1521

- Fino alla metà degli anni '60 del Novecento, la pieve ha ospitato la tavola del Rosso Fiorentino raffigurante la Madonna con il bambino fra i santi Giovanni Battista e Bartolomeo, eseguita nel 1521 e oggi conservata nel Museo diocesano d'arte sacra di Volterra.